# Canary Wharf

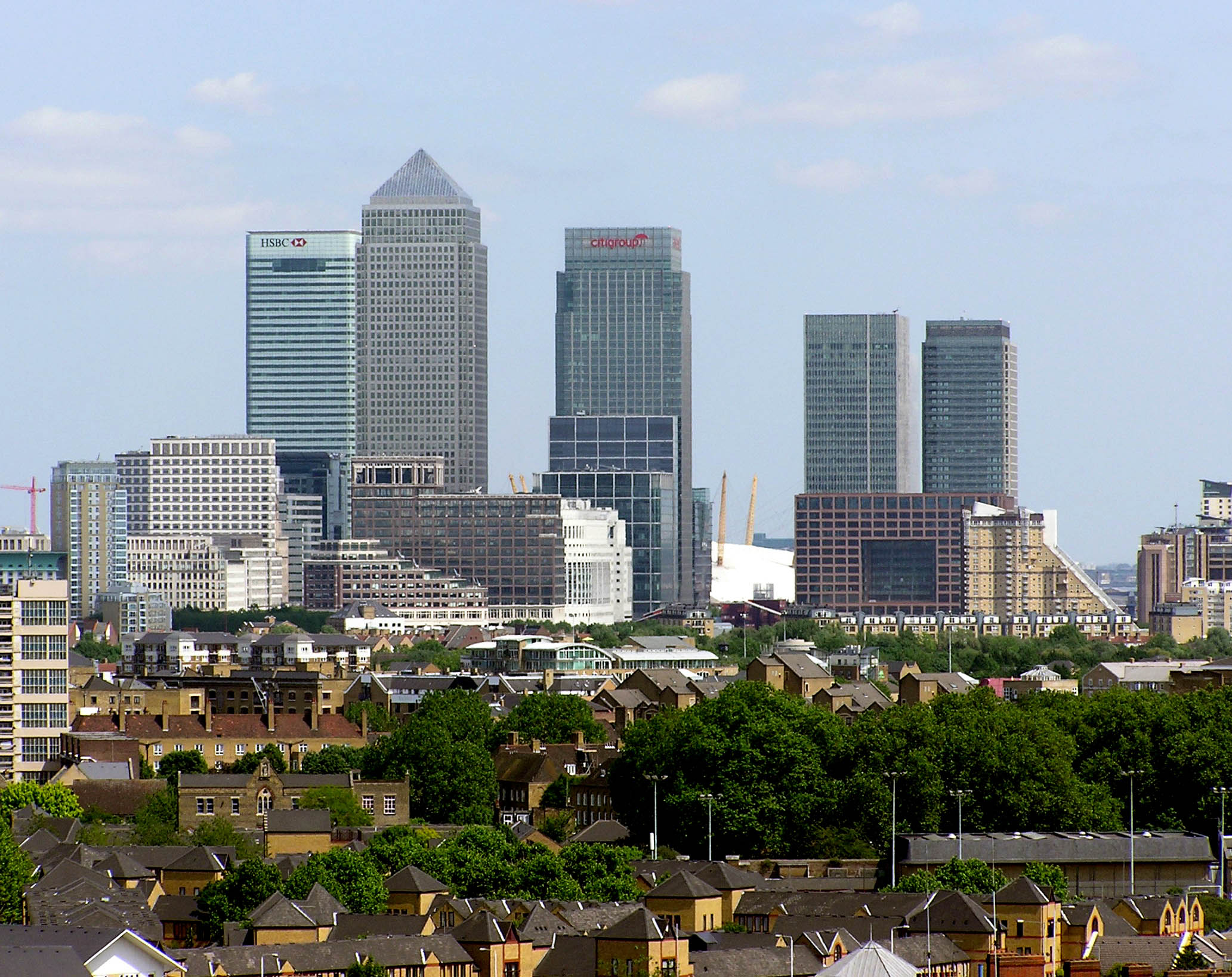
Canary Wharf visto dal Tower Bridge

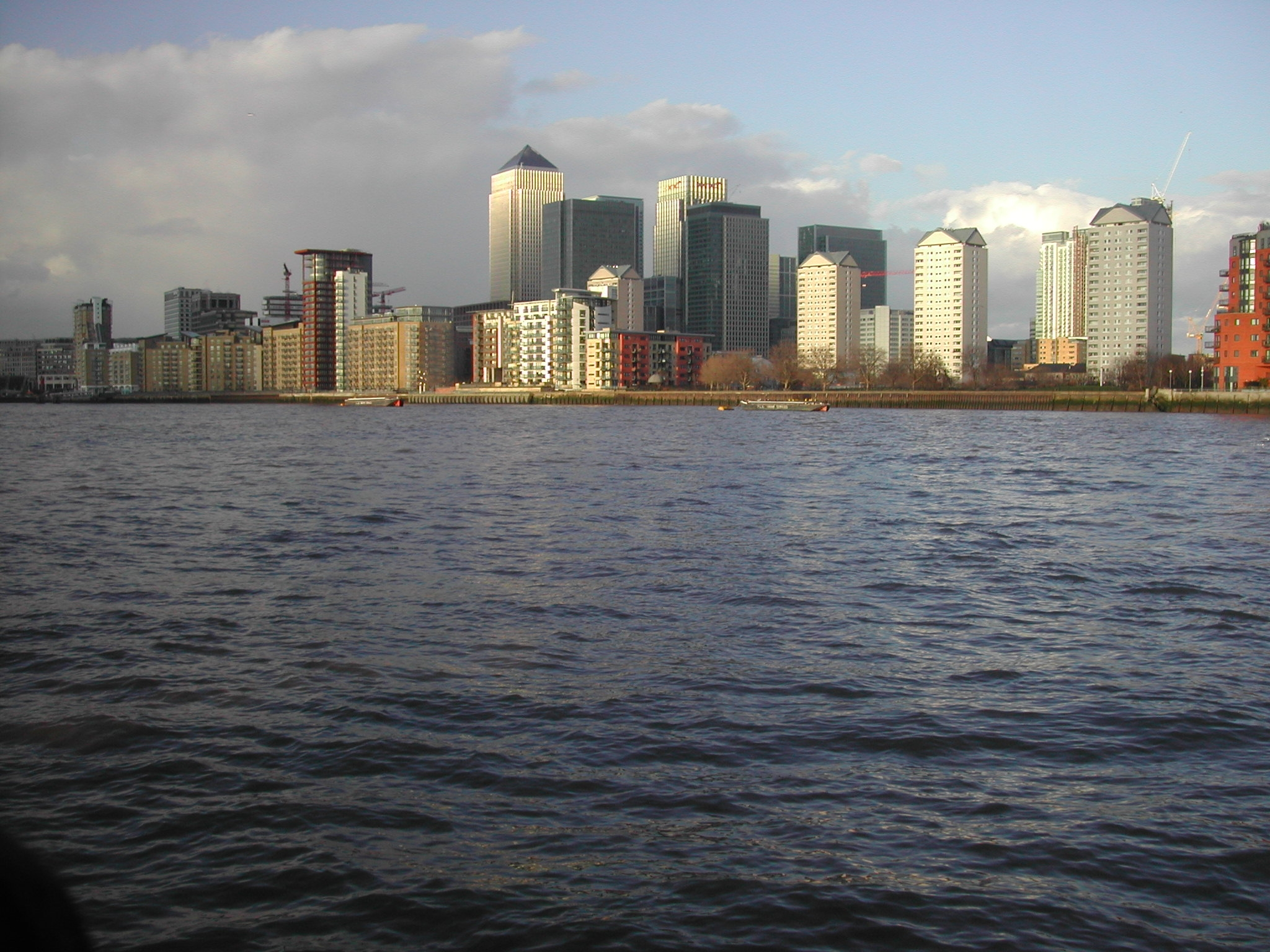
Canary Wharf visto dal Tamigi

Canary Wharf, nel distretto londinese di Tower Hamlets, che a sua volta fa parte dell'East End di Londra, è un importante centro direzionale, sviluppato a partire dagli anni ottanta nella vecchia zona portuale dell'Isle of Dogs.
Canary Wharf, che rivaleggia ormai con il tradizionale distretto finanziario londinese della City, ospita tre fra gli edifici più alti del Regno Unito: il grattacielo One Canada Square (conosciuto anche come Canary Wharf Tower o, più semplicemente, Canary Wharf), l'HSBC Tower ed il Citigroup Centre.

## Storia
A Canary Wharf si trovavano i depositi che servivano i moli delle Docklands. Prese il nome dai commerci marittimi che si svolgevano con le Isole Canarie. Si può notare che il nome delle isole Canarie derivi dalla grande quantità di cani selvatici che gli spagnoli vi trovarono al momento della scoperta. Così il commercio si svolgeva tra le "Isole dei Cani" e la londinese Isle of Dogs (che, a dispetto del nome, non è un'isola).
Negli anni sessanta, le fortune del porto di Londra iniziarono a declinare. Il progetto di dare nuova vita ad otto miglia quadrate (21 km²) di aree portuali dismesse iniziò nel 1981, con l'istituzione della London Docklands Development Corporation da parte del governo di Margaret Thatcher. All'inizio i piani di riqualificazione furono indirizzati all'insediamento dell'industria leggera e una compagnia di produzioni televisive, la Limehouse Studios, divenne il maggiore occupante di Canary Wharf.

### Iniziano le costruzioni
Nel 1984, Michael von Clem, capo della banca d'investimento Credit Suisse First Boston stava visitando l'area dei Docklands in cerca di un sito adatto per l'impianto di lavorazione degli alimenti di un cliente. Egli sapeva anche che gli uffici cittadini delle banche erano sovraffollati e mal equipaggiati a gestire i moderni sistemi di trading — in particolare con l'imminente (1986) deregolamentazione dei mercati finanziari. Notò che l'area delle Docklands poteva essere sviluppata per un'utilizzazione in tal senso.
Contattato il proprio omologo della Morgan Stanley, i due concordarono sul fatto che era necessaria una pianificazione ad ampio respiro per raggiungere la massa critica necessaria e convennero anche sulla necessità di una nuova linea della Metropolitana. I piani di costruzione furono annunciati, ma in seguito le banche ritirarono il loro supporto. La riqualificazione sembrò definitivamente archiviata, quando la Metropolitana di Londra cancellò la nuova stazione di Canary Wharf dalla mappa della costruenda Docklands Light Railway.
Il costruttore canadese Olympia and York acquisì allora il progetto e riavviò i programmi di sviluppo. L'edificazione di Canary Wharf iniziò così nel 1988. La "fase uno" fu completata nel 1992. Fondamentale fu la decisione di Olympia and York di coprire metà dei costi dell'estensione della Jubilee Line.

### Collasso del mercato immobiliare
Il mercato immobiliare mondiale collassò nei primi anni 1990. Le domande di affitto evaporarono e i lavori della Jubilee Line non erano ancora iniziati quando avvenne il crollo della Olympia & York, lasciando l'area accessibile solo tramite la sottodimensionata Docklands Light Railway.
1 Canada Square rimase con la sua cima metà al buio, fatto simbolico delle difficoltà che erano cadute non solo su Canary Wharf, ma sull'intero mercato delle proprietà commerciali britanniche.

### Salvataggio e recupero
Nel dicembre 1995 un consorzio internazionale, appoggiato dall'ex proprietario di Olympia & York e da altri investitori, comprò l'area. A quel tempo il numero di persone che vi lavoravano era attorno alle 13.000 unità e metà dello spazio uffici era vuoto.
Un evento critico nel recupero di Canary Wharf fu il molto ritardato avvio dei lavori sulla Jubilee Line, che il governo voleva pronta per le celebrazioni del nuovo millennio. Da questo momento affittuari e lavoratori iniziarono a vedere Canary Wharf come un'alternativa alle tradizionali zone direzionali. Non solo vennero completate le fasi rimanenti, ma ne vennero iniziate di nuove. La popolazione di lavoratori nel 2004 era di 63.000 unità. Canary Wharf Group, la proprietaria dell'area, divenne per breve tempo la più grande compagnia immobiliare del Regno Unito.

## Canary Wharf oggi
Tra gli affittuari di Canary Wharf si trovano grandi banche e studi professionali, come Credit Suisse, HSBC, Citigroup, Morgan Stanley, Clifford Chance, Bank of America e Barclays, oltre a grandi società dell'informazione, tra cui The Telegraph, The Independent, Reuters, e il Daily Mirror. Ci sono inoltre alcune società del settore pubblico tra cui la Financial Services Authority, il LOCOG (comitato organizzatore delle olimpiadi di Londra 2012) e la The Olympic Delivery Authority.
Agli inizi del 2006 il numero ufficiale di persone che hanno il loro impiego nella proprietà era di 78.000, di cui circa un quarto vivono nei cinque distretti di Londra confinanti. Sempre più Canary Wharf sta diventando una destinazione per lo shopping, in particolare con l'apertura del centro commerciale Jubilee Place nel 2004, che ha portato il numero totale di negozi a oltre 200 e aumentato l'impiego nel commercio a circa 4.500 unità. Circa mezzo milione di persone ogni settimana fa acquisti a Canary Wharf.
Nel marzo 2004 la Canary Wharf Group plc è stata acquisita da un consorzio di investitori denominato Songbird, guidato dalla Morgan Stanley, ed è listata sul mercato azionario AIM invece che su quello principale.

## Trasporti
Canary Wharf è connessa al centro di Londra tramite la Canary Wharf DLR station, aperta nel 1991, e l'estensione della Jubilee Line fino alla stazione della metropolitana di Canary Wharf, aperta nel 2000. Un servizio di traghetto fluviale da Canary Waterside collega Canary Wharf al centro di Londra e a Greenwich. Anche la Heron Quays DLR station è nelle vicinanze. Il London City Airport è a pochi chilometri di distanza verso est ed è raggiungibile via DLR, autobus, o taxi. L'estensione della DLR ha aperto nel dicembre 2005.

## L'importanza di Canary Wharf

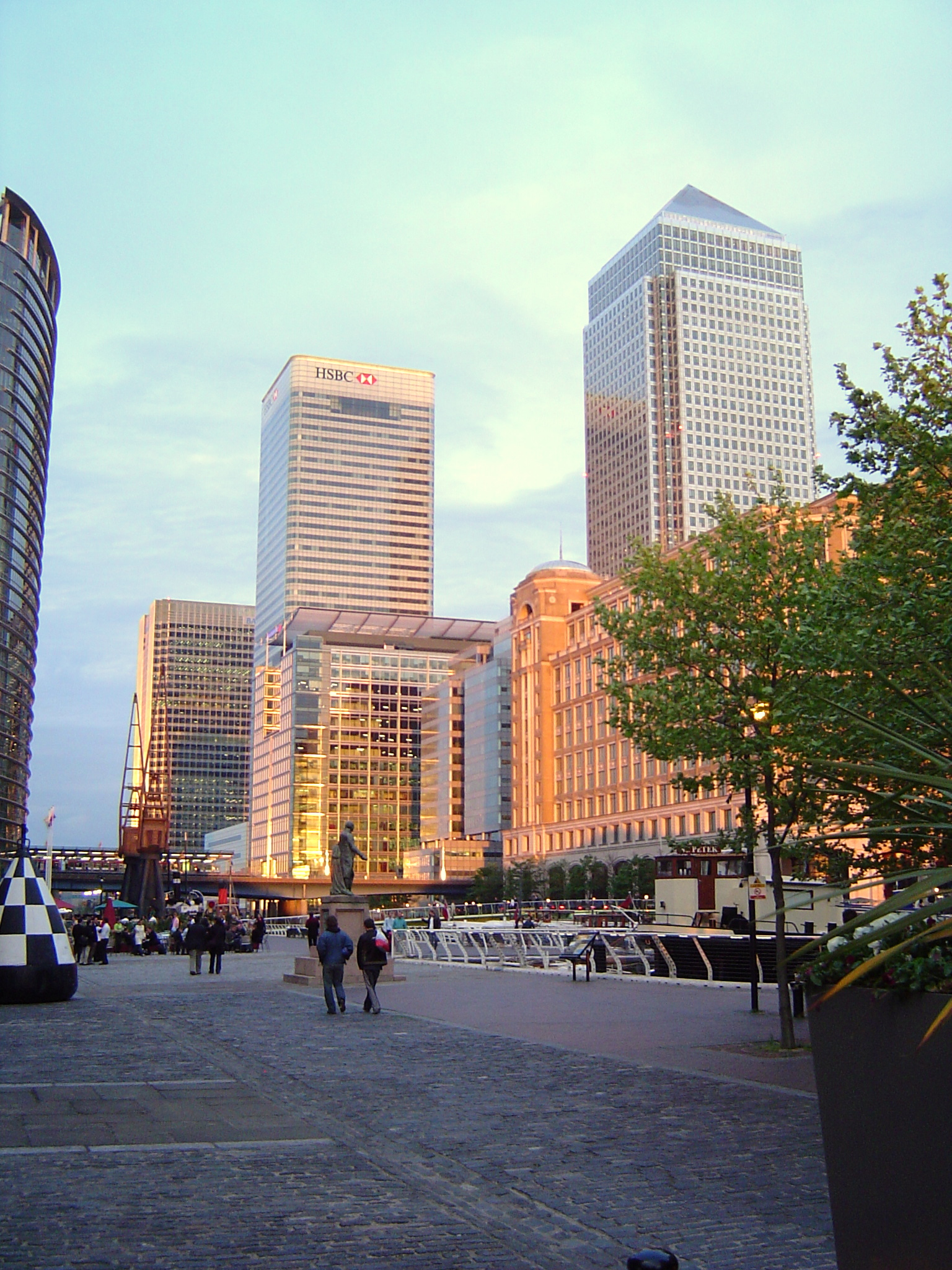
La Canary Wharf Tower e la sede di HSBC World

Canary Wharf non è solo un centro direzionale. Ha avuto impatto a livello locale, metropolitano, e in misura minore a livello nazionale.
L'effetto più immediato è stato il notevole aumento del valore dei terreni nell'area circostante. Ciò significa che l'Isle of Dogs, che in precedenza era vista come adatta solamente per lo sviluppo di industria leggera a bassa densità, è stata rivalutata. Progetti come il South Quay Plaza e l'East India Dock sono conseguenza diretta di ciò. Più recentemente, Canary Wharf ha aperto la strada ad altri piani di sviluppo per la parte est di Londra, come Stratford City e Greenwich Peninsula. Ha dato fresco impulso a costruzioni residenziali già ben stabilite, in particolare appartamenti e case di città di proprietà della classe media.
A livello metropolitano, Canary Wharf è stata e rimane una sfida diretta al primato della City come principale centro finanziario britannico. Le relazioni tra Canary Wharf e la Corporation of London sono spesso state tese, con la City che accusa Canary Wharf di andare illegalmente "a caccia" di affittuari, e Canary Wharf che accusa la City di non soddisfare i bisogni degli inquilini.
L'importanza nazionale di Canary Wharf è dovuta a ciò che è andata a sostituire. I vecchi moli erano, ancora nel 1961, i più trafficati del mondo. Servivano grandi zone industriali nella parte orientale di Londra e oltre. Sia i Docks che gran parte di quella capacità industriale sono scomparsi, con gli impieghi che si spostano verso quel tipo di industria dei servizi che trova posto negli uffici di quei palazzi. Da questo punto di vista, Canary Wharf può essere citata come il più forte simbolo della mutata geografia economica del Regno Unito.
La sua importanza simbolica venne tristemente dimostrata il 10 febbraio 1996, quando l'IRA fece esplodere una bomba nella South Quay DLR station, uccidendo due persone e distruggendo lo sviluppo della South Quay Plaza e di diversi altri edifici. La bomba pose fine a diciassette mesi di tregua.
Recentemente, Canary Wharf ha conseguito una indesiderata notorietà vietando una manifestazione per portare all'attenzione pubblica il problema dei bassi salari degli addetti alle pulizie degli uffici. Ken Loach — il cui film Bread and Roses ispirò la marcia — denunciò il divieto come "spregevole".

## Il molo di Canary Wharf
Il molo di Canary si trova a Canary Riverside, e fornisce un collegamento via barca per i pendolari con Greenwich a est e la City di Londra e il West End ad ovest, e un servizio navetta con il London Docklands Hilton a Rotherhithe.

## Canary Wharf nel cinema, nella televisione e nella musica
Nel 2006 Canary Wharf è scelto come base dell'istituto del Torchwood, negli ultimi due episodi della 28 stagione di Doctor Who, dove si consuma una tremenda guerra tra Dalek e Cyber-men causando la morte di migliaia di persone.
Lo skyline di Canary Wharf appare avvolto da una coltre di nubi in una scena di Harry Potter e l'Ordine della Fenice.
La canzone dal titolo Fake Plastic Trees della celeberrima band britannica Radiohead, inclusa nel secondo album del gruppo denominato The Bends e pubblicato nel 1995, pare sia stata scritta pensando al mondo del commercio e del consumismo di massa. Questa ispirazione, come accennato dallo stesso Thom Yorke, frontman del gruppo, all'inizio della canzone durante il concerto Live at the Astoria del 1994, è venuta pensando proprio al distretto di Canary Wharf.
Canary Wharf fu anche il titolo di una soap opera di breve durata trasmessa da L!VE TV, una televisione via cavo britannica. Usava gli spazi in loco di proprietà dell'emittente come set.